# NGC 287
NGC 287 ist eine linsenförmige Galaxie vom Hubble-Typ S0/a im Sternbild Fische auf der Ekliptik. Sie ist schätzungsweise 253 Millionen Lichtjahre von der Milchstraße entfernt und hat einen Durchmesser von etwa 60.000 Lichtjahren. 

Im selben Himmelsareal befindet sich u. a. die Galaxie NGC 266.
Das Objekt wurde am 22. November 1827 von dem britischen Astronomen John Herschel entdeckt.